# Заручини Діви Марії (Рафаель)
«Заручини Діви Марії» — картина італійського художника епохи Високого Відродження Рафаеля, написана олійними фарбами. Завершена у 1504 році, картина зображує шлюбну церемонію між Дівою Марією та Йосипом. Картина кілька разів переходила з рук в руки, перш ніж опинилася в 1806 році в Пінакотеці Брера.

## Історія
В останні роки XV століття меценати з Чітта-ді-Кастелло надіслали вчителю Рафаеля П'єтро Перуджіно три замовлення, які були виконані Рафаелем. «Заручини Діви Марії» були останнім з цих замовлень. «Заручення діви Марії» — одна з найвідоміших і шанованих картин Рафаеля, вона знаменує його перехід від учнівства у Перуджіно до рангу одного з найвидатніших майстрів італійського Відродження. Картину було написано перед самою поїздкою Рафаеля у Флоренцію.
Натхненний однойменною картиною вчителя Перуджіно, Рафаель завершив свою роботу, згідно з датою, розміщеною поруч з його підписом, у 1504 році.

## Опис
На передньому плані зображено групу учасників весільної церемонії: у центрі, на одній осі з Храмом, – священик, який тримає за руки Марію та Йосипа, який простягає їй обручку. У лівій руці Йосипа — розквітлий посох, що, за переказами, і стало знаком його обраності, надісланим згори: поруч із Йосипом один із неприйнятих наречених у гніві ламає свій посох.
Істотний символічний аспект отримує в картині мотив наскрізного проходу через храм, крізь який видніються недоторкані природні ландшафти, що стеляться за площею. З одного боку, світло, що проходить крізь тіло храму, – символ Божого благословення шлюбу Марії та Йосипа, з іншого – храм виявляється розташованим на самісінькій межі між світом людським (позначеним заповненою людьми площею) і світом недоторканої природи, і саме поєднання цих двох планів – символ з'єднання двох природ у Христі, божественної і людської.
Ференц Ліст під враженням від цієї картини написав фортепіанну п'єсу «Заручини», що увійшла до другого року циклу «Роки мандрів».